# 汉娜·斯塔林
汉娜·斯塔林（英語：Hannah Starling，1995年6月12日—），英國女子跳水運動員。

## 簡歷
2012年，汉娜·斯塔林代表英國參加英国倫敦舉行的奥林匹克运动会跳水比賽，在女子3米跳板賽事獲得第13名。